# Kaj Zackrisson
Kaj Zackrisson est un skieur freeride suédois, né le 3 novembre 1973 à Uppsala. Il a remporté plusieurs compétitions internationales dont l'épreuve d'Ultracross des X Games en 2003.

## Biographie
Kaj Zackrisson commença à skier à l'âge de 3 ans et fut entraîné par sa mère, ancienne membre de l'équipe nationale, jusqu'à l'âge de 15 ans dans le club de ski local. Il suivit un entraînement académique à partir de 16 ans et commença les compétitions dans les épreuves de ski alpin. Il entra sur le circuit professionnel américain à 22 ans, et fit ses premières compétitions de skicross et de freeride à 25. En 2003, il remporta l'épreuve de skicross aux X Games. Depuis, il participe essentiellement à des compétitions de freeride. Il remporte en 2010 l'Xtrème de Verbier pour la troisième fois.

## Palmarès
- 2003
  - USA : Vainqueur des X Games Ultracross
- 2006
  - Vainqueur de l'Xtrème de Verbier
- 2007
  - Vainqueur du Big Moutain Pro
  - 2e de l'Xtrème de Verbier
- 2008
  - Vainqueur aux Tignes Airwaves
  - Vainqueur du Big Moutain Pro
  - Vainqueur de l'Xtrème de Verbier
- 2010
  - Vainqueur de l'Xtrème de Verbier

### Site Officiel
- http://www.kaskofsweden.com/